# Vulkanpark (Landkreis Mayen-Koblenz)

Logo des Vulkanparks im Landkreis Mayen-Koblenz

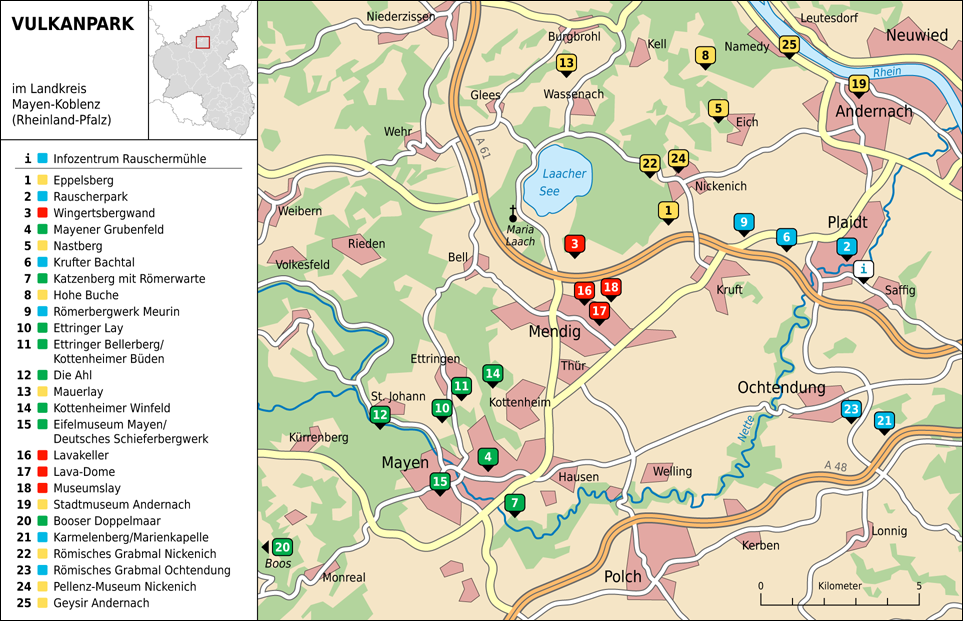
Karte des Vulkanparks mit den einzelnen Stationen

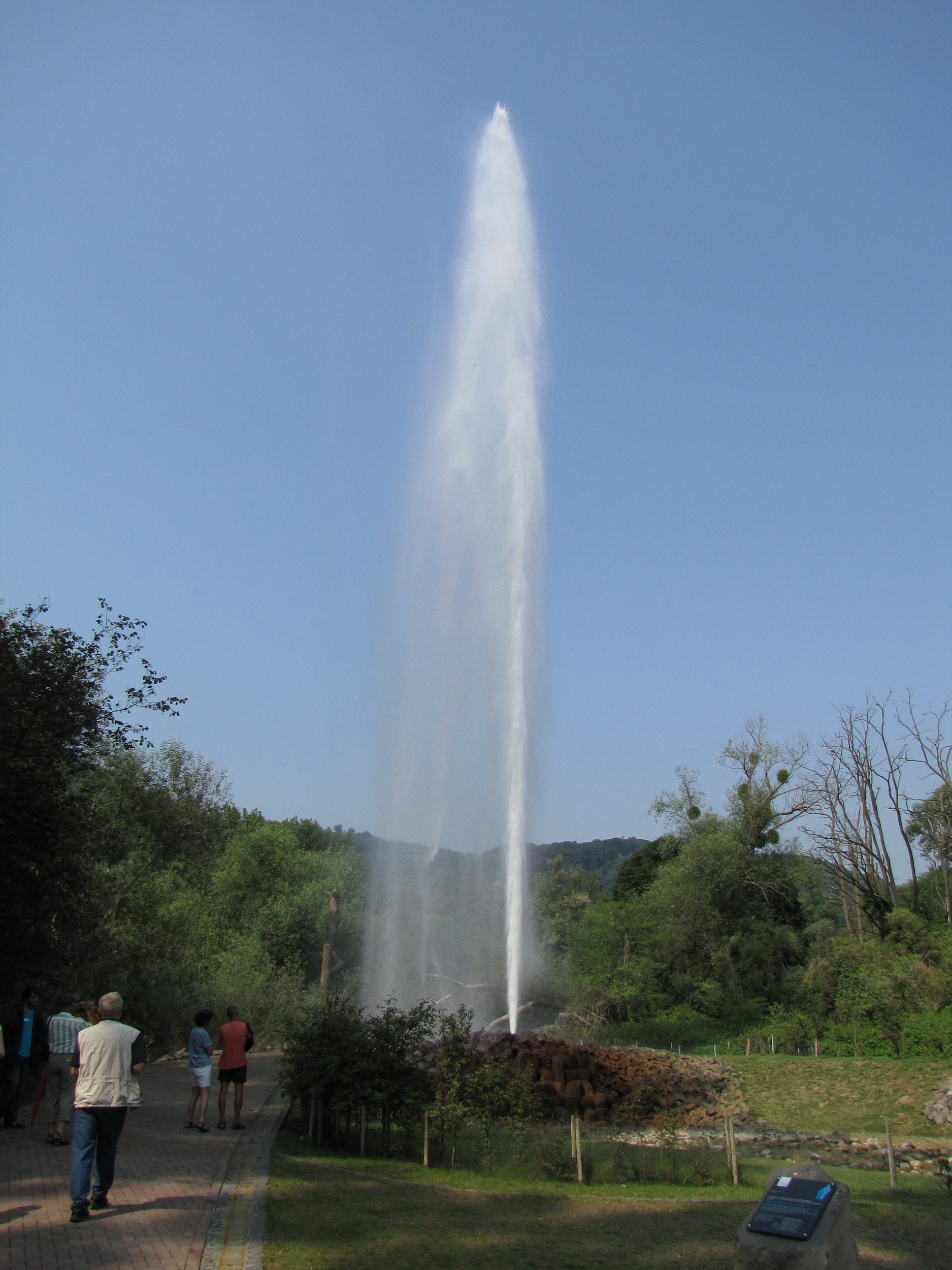
Geysir Andernach

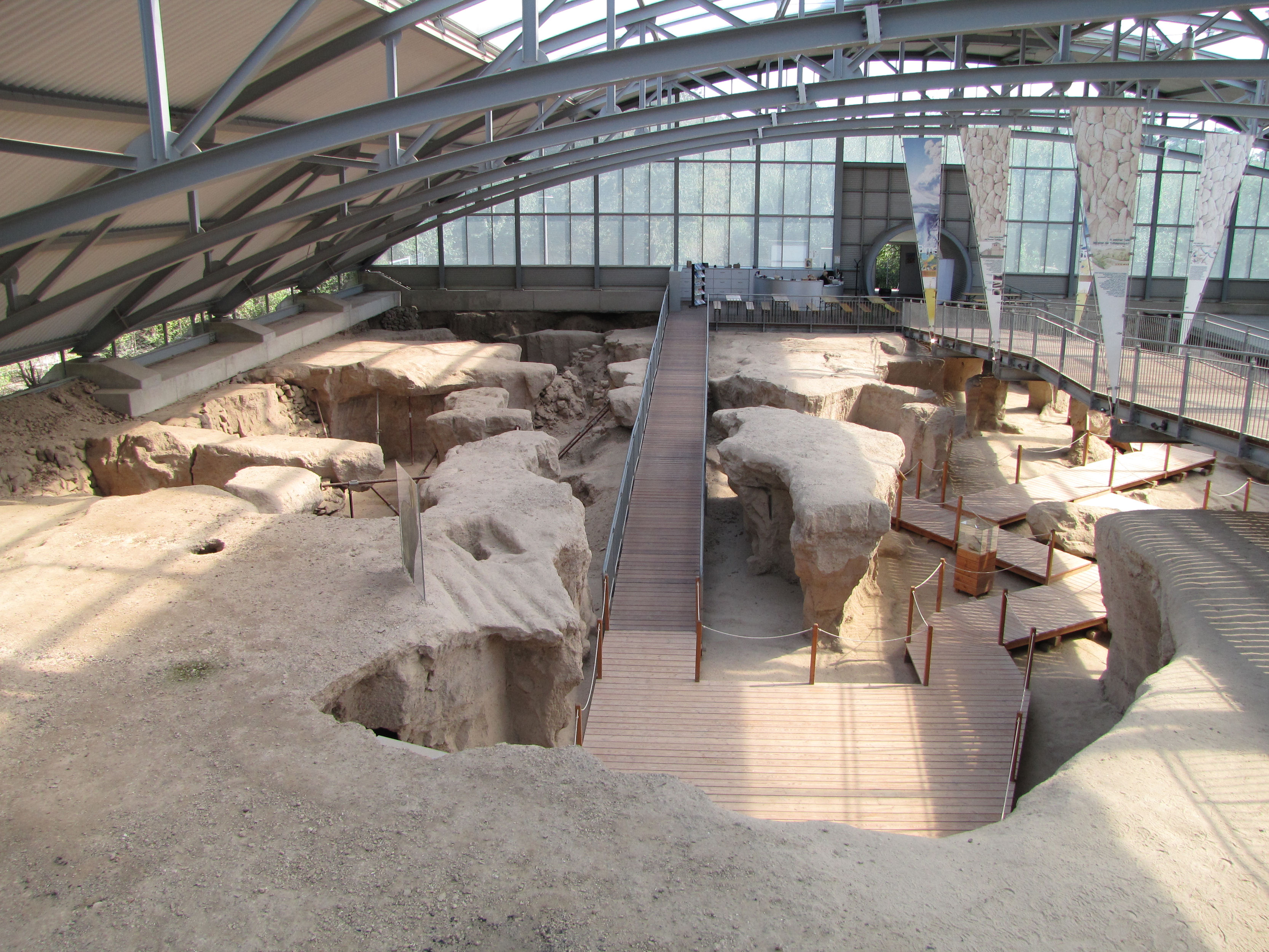
Das Römerbergwerk Meurin bei Kretz

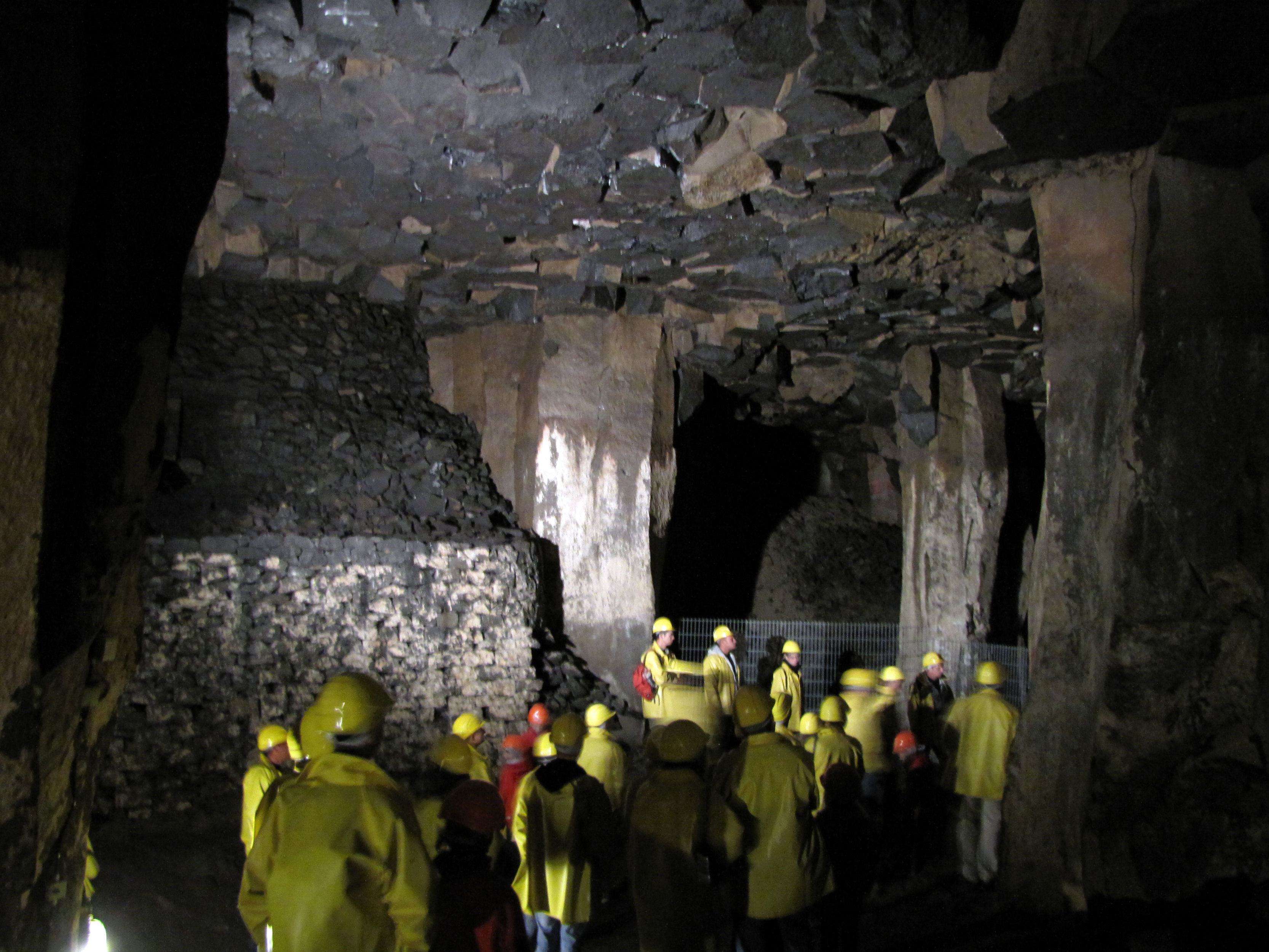
Die Lavakeller 32 m unter Mendig

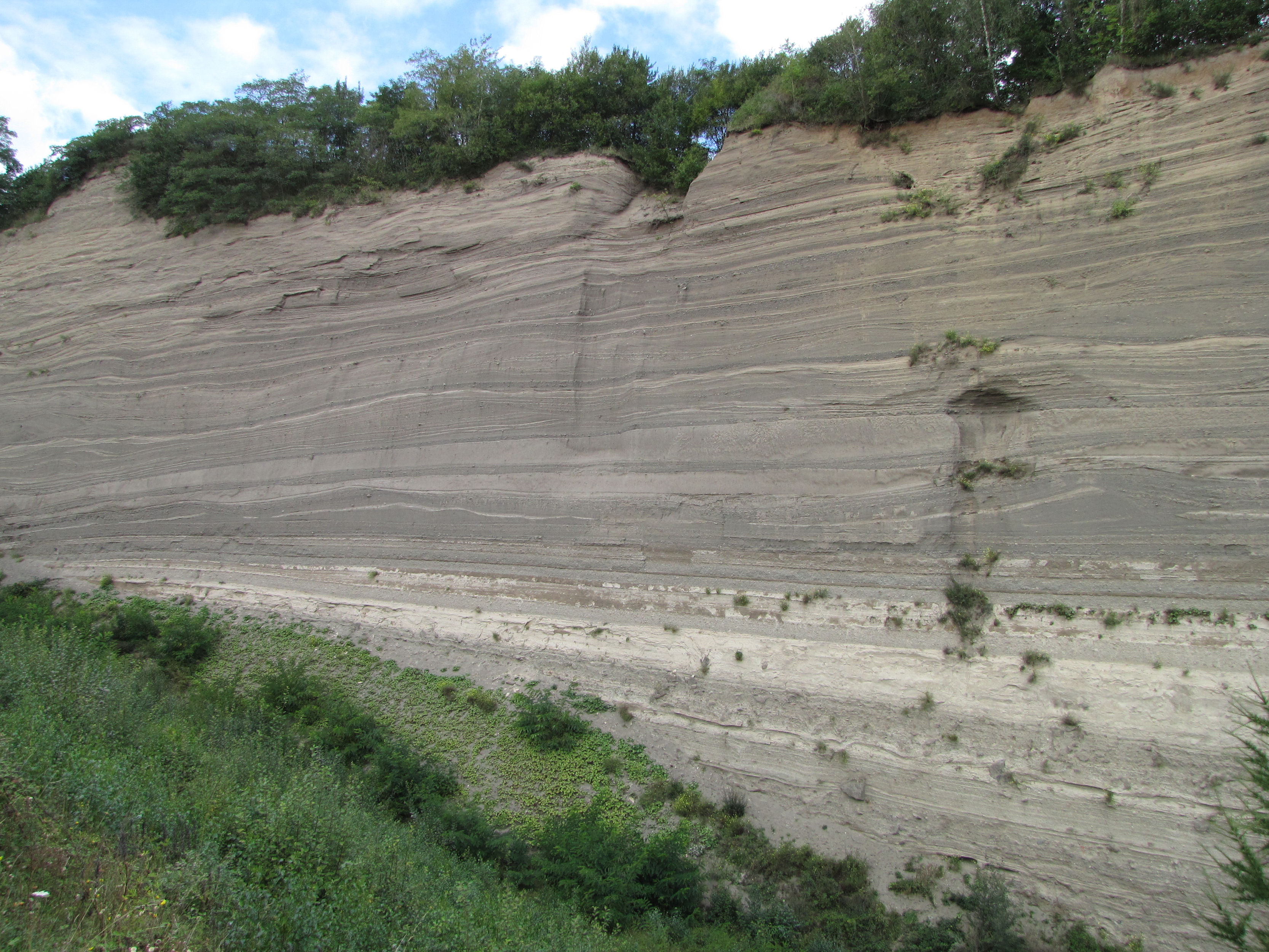
Die Wingertsbergwand nahe dem Laacher See

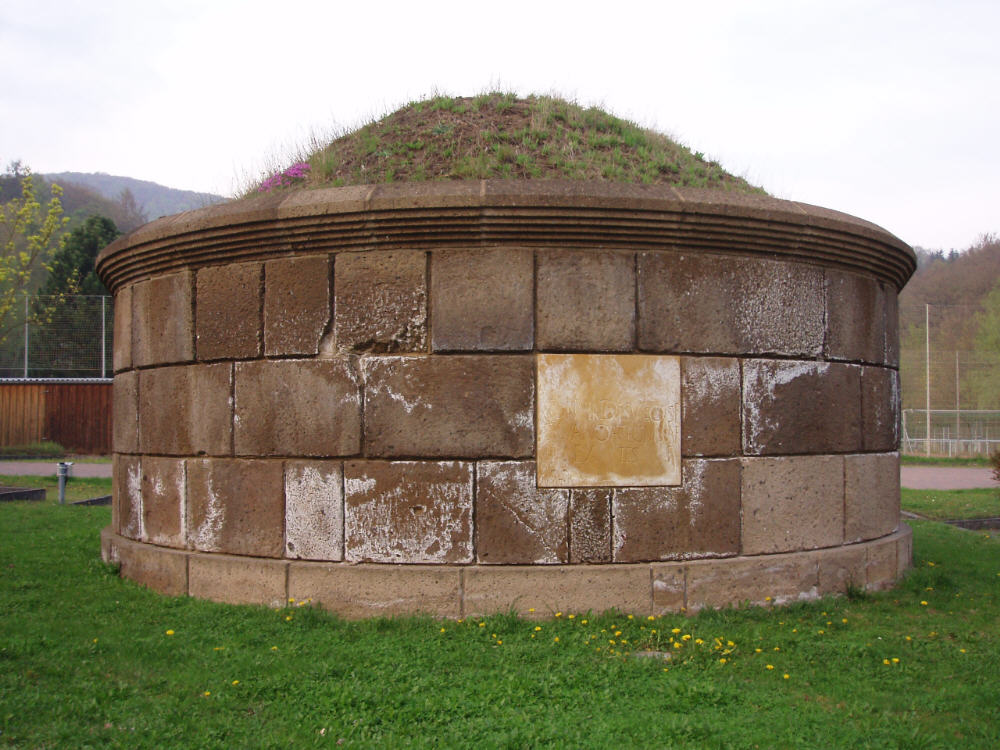
Rekonstruktion des Tumulus von Nickenich

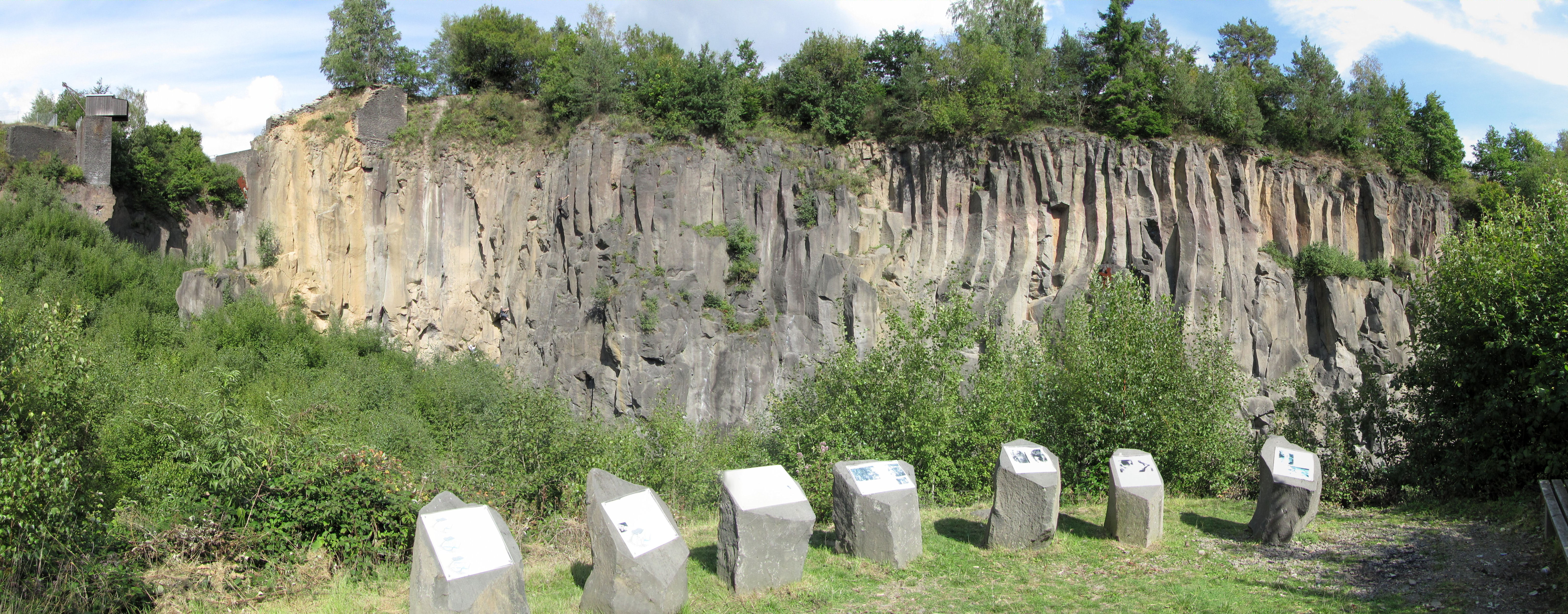
Basaltwand in der Ettringer Lay

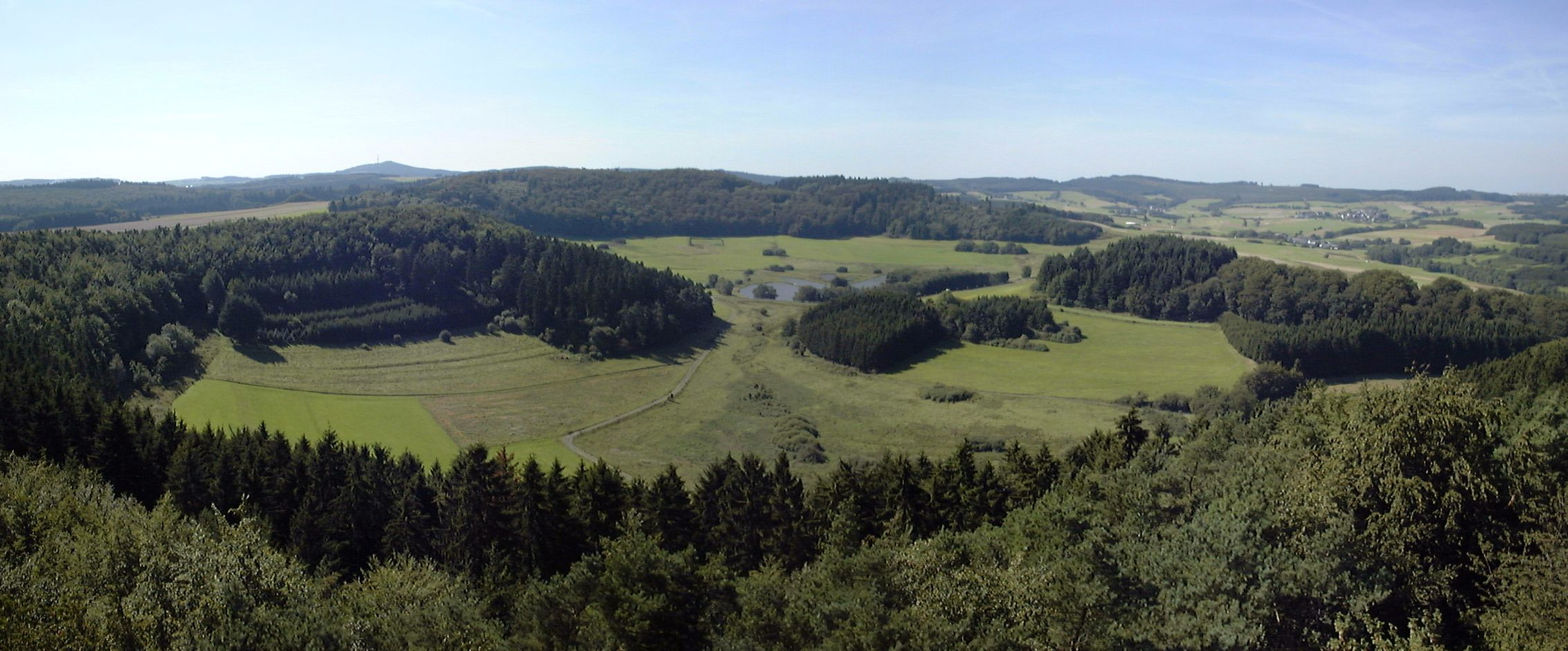
Booser Doppelmaar

Der Vulkanpark im Landkreis Mayen-Koblenz ist ein 1996 gegründeter Geopark in der östlichen Vulkaneifel in Rheinland-Pfalz. Er erstreckt sich rund um den Laacher See (zwischen Brohl-Lützing, Andernach, Plaidt, Mendig und Mayen) und setzt sich aus insgesamt 7 Info- und Erlebniszentren sowie 16 Landschaftsdenkmälern zusammen. Der Vulkanpark im Landkreis Mayen-Koblenz bildet gemeinsam mit dem Vulkanpark Brohltal/Laacher See den anerkannten nationalen Geopark Laacher See. Die Deutsche Vulkanstraße verbindet den Nationalen Geopark Laacher See mit dem Nationalen (und UNESCO Global) Geopark Vulkaneifel auf einer Strecke von 280 Kilometern. Außerdem gehört der Vulkanpark zu den Meisterwerken zwischen Rhein und Mosel.

## Beschreibung
Der Vulkanpark zeigt anhand verschiedener Projekte den Vulkanismus der Eifel, die Entstehung der Landschaft und die Nutzung der vulkanischen Rohstoffe Basalt, Bims und Tuff während der vergangenen 7.000 Jahre. Einen Schwerpunkt bildet dabei die Nutzung der Rohstoffe Basalt und Tuff in der römischen Antike. Besucher können dies an vulkanologischen, archäologischen und industriehistorischen Projekten erleben, die durch Infotafeln und Lehrpfade gut erschlossen sind. Insgesamt verfügt der Vulkanpark über 23 Stationen, die sich für Ausflüge auch miteinander verbinden lassen. Dies ist durch vier Autorouten, aber auch durch Wander- und Fahrradwege möglich. So führt der Vulkanpark-Radweg von Mayen nach Andernach und passiert dabei zahlreiche vulkanologische und archäologische Projekte des Vulkanparks. Wanderwege wie die Traumpfade „Vulkanpfad“ oder die „Booser Doppelmaartour“ verbinden weitere Stationen des Vulkanparks.
Der Vulkanpark wurde am 10. Juni 2010 für den Schutz und die Pflege des Kulturerbes in Europa mit dem „Preis der Europäischen Union für das Kulturerbe“ der Denkmalschutzorganisation Europa Nostra in der Kategorie „Ausbildung, Unterricht, Training und Bewusstseinsbildung“ ausgezeichnet. Den Preis hatte zuvor 2003 das Vulkanpark-Projekt Römerbergwerk Meurin erhalten.

## Vulkanpark-Stationen

### Blaue Route – Plaidt
- Vulkanpark Infozentrum

Zentrale Anlaufstelle zwischen Plaidt und Saffig, Infozentrum und Museum mit Ausstellungen zur Entstehung der Eifel und zur Geschichte des Steinabbaus.
- Römerbergwerk Meurin bei Kretz
- Rauscherpark
- Krufter Bachtal

Erhalten sind Tuff-Ablagerungen nach dem Laacher See-Vulkanausbruch.
- Karmelenberg mit Marienkapelle
- Römisches Grabmal in Ochtendung

Erbaut aus im Römerbergwerk Meurin abgebauten Tuffstein.
- Deutsches Bimsmuseum in Kaltenengers

### Rote Route – Mendig
- Lava-Dome Mendig und Lavakeller

Vulkanmuseum mit Informationen zur Geschichte des Vulkanismus und zur geologischen Entstehungsgeschichte der Region.
Untertageabbau 32 Meter unter der Stadt Mendig in einem erkalteten Lavastrom mit einer Fläche von drei Quadratkilometern.
- Museumslay

Freiluftausstellung über das Leben von Grubenarbeitern beim Abbau und Weiterverarbeitung von Basaltlava.
- Wingertsbergwand

Die 50 Meter hohe Bergwand gibt vulkanologischen Aufschluss über den Ausbruch des Laacher See-Vulkans.

### Gelbe Route – Andernach
- Geysir Andernach

Weltweit höchster Kaltwassergeysir.
- Nastberg

Ehemaliger Vulkan bei Eich.
- Römisches Grabmal in Nickenich

Erbaut aus im Römerbergwerk Meurin abgebauten Tuffstein.
- Eppelsberg

Durch Abbau entstand ein einzigartiger Einblick in einen 230.000 Jahre alten Vulkan. Aufgrund anhaltender Abbautätigkeit ist der Eppelsberg derzeit nur vom Traumpfad „Pellenzer Seepfad“ aus zu besichtigen. Die von den übrigen Stationen des Vulkanparks bekannten Infotafeln gibt es hier derzeit auch nicht, da sich dieser Aufschluss aufgrund der Abbautätigkeit permanent im Umbruch befindet.
- Hohe Buche

In der Römerzeit und dem frühen Mittelalter wurde das Basaltgestein der Hohen Buche als Baumaterial (u. a. zum Bau der Römerbrücke Trier) genutzt.

### Grüne Route – Mayen
- Erlebniswelten Grubenfeld

Das Museum widmet sich der 7000-jährigen Basaltabbaugeschicht.
- Besucherbergwerk Grube Bendisberg

- Kottenheimer Winfeld

Abbaugebiet von Mayener Basaltlava im mächtigsten Lavastrom des Bellerberg-Vulkans.
- Ettringer Lay bei Ettringen

Basaltlava-Grubenfeld und Tuffsteingruben der Neuzeit mit Resten von Grubenkränen, Kransockeln, Gleisen und Gebäuden.
- Ettringer Bellerberg

Westliche und östliche Flanke des großen Bellerberg-Vulkans.
- Mayener Grubenfeld

Älteste und wichtigste Abbaustätte für Mayener Basaltlava.
- Katzenberg

Hier stand eine große spätrömische Höhenbefestigung in Eifel und Hunsrück.
- Booser Doppelmaar

## Forschungsbereich (VAT)
Für die Präsentation sind die Forschungen des in Mayen angesiedelten Forschungsbereichs Vulkanologie, Archäologie und Technikgeschichte (VAT) des in Mainz ansässigen Leibniz-Zentrums für Archäologie (LEIZA) grundlegend. Ein Schwerpunkt der Arbeiten liegt in der Erforschung der Nutzung der vulkanischen Gesteine als Baumaterial und als Mühlsteine insbesondere in römischer Zeit. Baumaterial aus der Osteifel wurde beispielsweise zum Bau der römischen Colonia Ulpia Traiana bei Xanten verwendet und gelangte bis ins südliche Skandinavien. Auch die Römerbrücke (Trier) wurde mit Baumaterial aus der Osteifel errichtet.
Anfang 2012 wurde der Forschungsbereich VAT um ein Labor für experimentelle Archäologie erweitert.